# Coupe de Corée du Sud féminine de volley-ball
La Coupe de Corée du Sud de volley-ball féminin est organisée par la Fédération sud-coréen de volley-ball (KOVO), elle a été créée en 2006.

## Palmarès
| Année | Vainqueur                   | Score                                                                 | Finaliste                   |
| ----- | --------------------------- | --------------------------------------------------------------------- | --------------------------- |
| 2006  | Suwon Hyundai E&C           | 3 - 2 (21-25, 16-25, 25-17, 25-23, 15-13) 3 - 0 (25-18, 25-17, 26-24) | Korea Expressway            |
| 2007  | GS Caltex Séoul             | 3 - 0 (25-18, 25-18, 25-17)                                           | Daejeon KGC                 |
| 2008  | Daejeon KGC                 | 3 - 0 (25-18, 25-16, 25-18)                                           | Korea Expressway            |
| 2009  | Tianjin Volleyball          | 3 - 2 (20-25, 21-25, 26-24, 25-21, 15-11)                             | Suwon Hyundai E&C           |
| 2010  | Cheonan Heungkuk Life       | 3 - 0 (25-21, 25-20, 25-20)                                           | Korea Expressway            |
| 2011  | Korea Expressway            | 3 - 2 (25-23, 21-25, 20-25, 25-19, 15-7)                              | Daejeon KGC                 |
| 2012  | GS Caltex Séoul             | 3 - 1 (25-15, 25-12, 19-25, 28-26)                                    | Hwaseong IBK Altos          |
| 2013  | Hwaseong IBK Altos          | 3 - 0 (25-20, 25-13, 25-17)                                           | Suwon Hyundai E&C Hillstate |
| 2014  | Suwon Hyundai E&C Hillstate | 3 - 1 (25-20, 22-25, 29-27, 25-23)                                    | GS Caltex Séoul             |
| 2015  | Hwaseong IBK Altos          | 3 - 0 (25-15, 25-23, 25-19)                                           | Korea Expressway            |
| 2016  | IBK Altos                   | 3 - 0 (25-21, 25-19, 25-16)                                           | Daejeon KGC                 |
| 2017  | GS Caltex Séoul             | 3 - 1 (25-22, 17-25, 25-16, 25-22)                                    | Korea Expressway            |
| 2018  | Daejeon KGC                 | 3 - 2 (25-27, 25-22, 25-27, 31-29, 16-14)                             | GS Caltex Séoul             |
| 2019  | Suwon Hyundai E&C Hillstate | 3 - 2 (25-18, 25-18, 20-25, 23-25, 18-16)                             | Daejeon KGC                 |
| 2020  | GS Caltex Séoul             | 3 - 0 (25-23, 28-26, 25-23)                                           | Heungkuk Life Pink Spiders  |